# Сенобиты
Сенобиты (англ. Cenobite) — в серии фильмов «Восставший из ада» и романе Клайва Баркера бывшие люди, то «демоны для одних, ангелы для других». Они уже потеряли память о своей прошлой жизни. Сенобиты связаны со шкатулкой, имеющей форму куба и называемой также ключом к «вратам», в которой заключена кровь самого Дьявола. Обладают сверхспособностями. Их воздействие на окружающих несёт боль или наслаждение, страх или раскаяние.
В США существует целая индустрия развлечений, связанная с этими фильмами и их главными персонажами. Выпускаются коллекционные фигурки — миниатюры сенобитов, печатаются комиксы, снимаются ролики и анимационные фильмы.

## Понятие «сенобит»
Слово «сенобит» является неточно транскрибированным κοινό-βιος (цинобиоз в современной транскрипции) аналогичным русскому церковному термину «киновит» — житель киновии, то есть монашеского общежития.
В своих романах Баркер описывает сенобитов как «теологов Ордена Ран» (англ. The Order of Gash); также встречается перевод «Орден разрезов». Имея множество наименований, они часто упоминаются как иерофанты или посвящённые этого ордена и «Хирурги с Той Стороны» (англ. The Surgeons from Beyond). Сенобиты могут проникать в нашу реальность только через особый пространственно-временной пролом — «схизму» — который можно открыть и закрыть с помощью особых приспособлений. Слово «схизма» также греческого происхождения, σχίσμα обозначает «раскол». Таким приспособлением для создания «пролома» является шкатулка-головоломка (англ. The Puzzle Box), впервые сделанная неким создателем игрушек Филиппом Лемаршаном (англ. Philip Lemarchand) в 1784, по заказу и чертежу Дюка де Лиля (англ. Duc de L'Isle), аристократа, практикующего тёмную магию.

## Список сенобитов

### Восставший из ада
- Пинхед (рус. Булавочноголовый, Голова-в-булавках, Гвоздеголовый) — Инженер, Тёмный Принц Боли, Ангел Страданий, Чёрный Священник Ада, Владыка Проклятых Левиафана. Глава сенобитов. Во время первой Мировой войны капитан британских войск Эллиот Спенсер видел множество злодеяний, уничтоживших в нём веру в человечество. Чтобы заглушить свою боль, он опустился в распутство и разврат. Через попавшую к нему в Индии Конфигурацию Плача (англ. Lament Configuration) ему был открыт запретный мир страданий и удовольствий, недоступный человечеству; и в итоге этот мир стал его вотчиной. Отличительные особенности: всю его бледную безволосую голову покрывают продольные и поперечные разрезы, в пересечение которых вбиты булавки. В пупок воткнут крюк, а на груди образован своего рода симметричный коллаж из кусочков плоти, прикреплённых к одеянию, и ран, образовавшихся на местах этой вырезанной плоти. Способен на расстоянии управлять цепями с прикреплёнными к ним крючьями. Единственный сенобит, фигурирующий во всех частях «Восставших из ада».
- Chatterer (рус. Стучащий Зубами, Зубоскал, Щелкунчик, Болтун) — Ужасный палач, правая рука Пинхэда, фаворит Левиафана. Дитя страданий, рождённый слепым и искалеченным. С помощью Шкатулки Лемаршана (англ. Lemarchand's Box) он искал избавление от мук, но обрёл лишь снисхождение боли. Его одиночество и страдание всегда сопровождаются эхом звука его щёлкающих зубов. Отличительные особенности: из-за ужасных ожогов имеет бесформенное, безухое, безносое и безглазое лицо с крючьями, оттягивающими в стороны губы, из-за чего хорошо видны постоянно щёлкающие челюсти. Сквозь разрезы в одеянии на груди и животе видны зашитые разрезы.
- Female Cenobite (рус. Женщина Сенобит, Мученица) — преданность сестры Николетты Церкви уменьшалась, а семена похоти и тайных желаний росли в её душе. Незнакомец, нашедший убежище в её церкви, ощутил её потребности и дал Николетте дар Головоломки (англ. Puzzle Box). Отличительные особенности: безволосая иссиня-бледная голова, нос проткнут гвоздём, из разреза в горле отходит проволочная конструкция, продетая сквозь щёки.
- Butterball (рус. Масляный Шарик, Обжора, Толстяк) — Ласло при жизни был презренным существом. Его ненасытная тяга к тёмным грехам и извращённым удовольствиям привела его к Шкатулке Лемаршана (англ. Lemarchand's Box), как мотылька к пламени. Открыв её, Ласло получил в награду невообразимую боль и полу рабское существование сенобита, однако он способен получать наслаждение даже с навеки зашитыми глазами и ощущая бесконечные муки. Отличительные особенности: толстяк, почти потерявший человеческий облик, носит тёмные очки, скрывающие зашитые глазницы. На животе кровоточащий разрез, и крюки, встроенные в одеяние, не дают ему сомкнуться.
- The Wall Walker (рус. Ходящий-по-стенам) / The Engineer (рус. Инженер) — не совсем сенобит, но демон, охраняющий коридоры Ада. Отвратительная, гротескная тварь, обитающая в лабиринтах и действующая отдельно от Пинхэда и его сенобитов. Висит и передвигается вниз головой, цепляясь и отталкиваясь верхними конечностями от близко расположенных стен Лабиринта. Отличительные особенности: отдалённо напоминающий саламандру, желтовато-розовый демон с четырьмя лапами. Имеет хвост с шипом на конце, похожий по форме и расположению на скорпионий. Создатель (хотя в фильме это нигде не указывается) Chatterer-а. В оригинальном произведении Инженером звали лидера сенобитов, и, начиная с пятой части фильма, Инженером стал Пинхэд.
- Puzzle Guardian (рус. Страж Головоломки)[4] — заросший бродяга, преследующий Керсти. В конце фильма, охваченный пламенем, превратился в летающего костяного дракона.

### Восставший из ада 2: Связанные адом
- Пинхед (рус. Булавкоголовый, Голова-в-булавках) — Тёмный Принц Боли, Ангел Страданий, Чёрный Священник Ада, Владыка Проклятых Левиафана. Глава сенобитов. В конце фильма возрождается в виде адской скульптуры, именуемой Столбом Душ (англ. Pillar of Souls).
- Channard Cenobite (Ченнард) — один из самых мощных и ужасных сенобитов. Доктор Филип Ченнард был знаменитым неврологом и соучредителем Института Ченнарда, куда попала Керсти. Будучи давно увлечённым всем, что связано с сенобитами, он поверил в историю Керсти и освободил из ада Джулию. Та в благодарность отвела его к Левиафану — Владыке Ада, переделавшему Ченнарда в сенобита, напрямую соединённого с самим Левиафаном. Отличительные особенности: вокруг головы натянута прорезавшая плоть проволока, из центра ладоней способны выползать чёрные змееобразные выросты, оканчивающиеся различными приспособлениями (лезвия, пальцы, глаза и т. д.); от головы отходит огромное, бесконечно длинное «щупальце», соединяющее его с Левиафаном и способное держать Ченнарда над землёй. Ближе к концу фильма с лёгкостью уничтожает Пинхэда и его помощников, вспомнивших о своём человеческом происхождении.
- Chatterer 2 (рус. Стучащий Зубами 2, Зубоскал 2, Щелкунчик 2, Болтун 2) — Ужасный палач, правая рука Пинхэда, фаворит Левиафана. Дитя страданий, рождённый слепым и искалеченным. С помощью Шкатулки Лемаршана (англ. Lemarchand's Box) он искал избавление от мук, но обрёл лишь снисхождение боли. Его одиночество и страдание всегда сопровождаются эхом звука его щёлкающих зубов. Отличительные особенности: в первой половине фильма из-за ужасных ожогов имеет бесформенное, безухое, безносое и безглазое лицо с крючьями, оттягивающими в стороны губы, из-за чего хорошо видны постоянно щёлкающие челюсти. Но во всех мирах вознаграждаются выделяющиеся и честолюбивые, и мир Ада в этом не отличается от других. В честь принесённого Chatterer-ом жестокого «дара» измученным душам, за его навыки в манипуляциях с окровавленной плотью и лояльность и преданность Пинхэду Chatterer получает в дар зрение. Кожа на его голове становится менее обожжённой, и на ней появляются уши и ноздри, а крюки исчезают. К сожалению, этот момент награждения (по слухам, произведённого сенобитом Channard-ом) был полностью вырезан из фильма. После смерти Chatterer-а Левиафан в память о своём любимчике создал несколько существ, имевших черты, общие с Chatterer-ом: Torso, Chatterer Beast и ставший почти точной копией оригинала — Chatterer 3.
- Female Cenobite (рус. Женщина Сенобит) — как и Chatterer, была вознаграждена Левиафаном, убравшим часть проволочной конструкции в её горле.
- Butterball (рус. Масляный Шарик)
- The Wall Walker (рус. Ходящий-по-стенам) / The Engineer (рус. Инженер) — вырезан из фильма.

### Восставший из ада 3: Ад на земле
- Пинхед (рус. Булавкоголовый, Голова-в-булавках) — Тёмный Принц Боли, Ангел Страданий, Чёрный Священник Ада, Владыка Проклятых Левиафана. Глава сенобитов.
- Pistonhead (рус. Голова-поршень) / J.P. Monroe Cenobite — псевдосенобит, раньше бывший владельцем престижного и экзотического рок-клуба «Бойлерная», по имени Джей Пи Монро. Ловелас и коллекционер странных и зачастую отталкивающих произведений искусства, ради денег пристреливший собственных родителей. Случайно пробудил Пинхэда, пролив кровь на его скульптуру, и позже согласился стать его помощником. Отличительные особенности: в голову вбиты движущиеся поршни.
- Smoker (рус. Курильщица) / Dreamer (рус. Мечтательница) / Terri Cenobite — женщина-псевдосенобит Терри, бездомная подружка Джей Пи Монро, нашедшая для него скульптуру Pillar Of Soul (рус. Столб Душ) в галерее «Пирамида». Освободила Пинхэда из скульптуры, отдав ему на растерзание своего бойфренда. Отличительные особенности: её собственное лицо натянуто на голову, как маска; из разреза в её шее торчит дымящаяся сигарета, а с кистей полностью содрана кожа.
- Camerahead (рус. Голова-камера) — Дэниэл Ирвин «Док» Фишер, оператор на 8 канале и друг тележурналистки Джоуи, был обезглавлен в клубе «Бойлерная» и позже переделан в псевдосенобита. Отличительные особенности: имеет вживлённую в голову камеру, которой может вести съёмку и транслировать её, также способен взрывать некоторые предметы, на которые направлен объектив этой камеры. Выдвижным объективом может пробивать черепа.
- DJ / CD — псевдосенобит, раньше бывший в «Бойлерной» диджеем, по имени Джимми «Си-Ди» Хэммерстейн. Отличительные особенности: вооружён компакт-дисками (находящимися под скрытой в его теле выдвижной панелью) с острой, как бритва, кромкой, которые способен метать с большой силой, наподобие сюрикэнов. В череп вбито несколько компакт-дисков, на лицо натянута гротескная маска, не скрывающая широкие разрезы на месте рта и глаз.
- Barbie Cenobite — ранее бармен Ричард «Рик» Бладстоун из клуба «Бойлерная». Отличительные особенности: полный, неуклюжий псевдосенобит, с навсегда замкнутыми глазами и опутанными колючей проволокой лицом и телом. Носит с собой «коктейль» из горючей жидкости и способен выдыхать струю пламени.
- Puzzle Guardian (рус. Страж Головоломки)[4] — в начале фильма продаёт Pillar Of Soul (рус. Столб Душ) Джей Пи Монро.

### Восставший из ада 4: Кровное родство
- Пинхед (рус. Булавкоголовый, Голова-в-булавках) — Тёмный Принц Боли, Ангел Страданий, Чёрный Священник Ада, Владыка Проклятых Левиафана. Глава сенобитов.
- Angelique — Принцесса Мучений (англ. The Princess of Torment). Изначально была демоном, вызванным в 1784 году практикующим тёмную магию герцогом де Л’Илем (англ. Duc de L'Isle). Приняв телесную форму убитой де Л’Илем женщины, она пыталась разрушить орден сенобитов и врата в их мир, коими являлась Коробка (англ. The Box). Но благодаря хитрости Филипа Лемаршана (англ. Philip Lemarchand), создателя Коробки (англ. The Box), её планы потерпели неудачу и Пинхэд насильно сделал её частью своего ордена сенобитов, превратив в эротичное сочетание красоты и трансформированной плоти. Отличительные особенности: кожа на верхней части головы разрезана, обнажая голый череп, и натянута с помощью цепей, прикреплённых к плечам.
- Bloodline Twins (рус. Кровные Близнецы) / Siamese Twins (рус. Сиамские Близнецы) — братья-близнецы Марк и Майкл Норрингтоны работали охранниками в здании Мерчана, потомка Лемаршана. Во время рутинного обхода они попали в логово к Пинхэду, который гарантировал братьям, что они всегда будут вместе, соединив их в одного сенобита. Отличительные особенности: имеют общее туловище, объединённое из двух, сшитых посередине, и две головы, связанные вместе с помощью кожи с их щёк. Кожа на их лицах натянута таким образом, что один близнец постоянно улыбается, а у другого всегда грустное выражение. Нападает этот сенобит, сперва разделяясь на два независимых существа, а затем, когда жертва оказывается между ними, соединяясь и поглощая жертву.
- Chatter Beast (рус. Стучащий Зубами Зверь) — домашний питомец сенобитов, любимчик Пинхэда. Создан из плоти людей, недостойных стать настоящими сенобитами. Отличительные особенности: напоминает огромного пса с содранной кожей. Мощное мускулистое туловище имеет четыре лапы с длинными чёрными когтями. Уродливую голову с глазами-щёлками венчает огромная, постоянно щёлкающая пасть, наполненная ужасными клыками. На шее несколько шипастых ошейников.

### Восставший из ада 5: Инферно
- Пинхед (рус. Булавкоголовый, Голова-в-булавках) — Тёмный Принц Боли, Ангел Страданий, Чёрный Священник Ада, Владыка Проклятых Левиафана. Глава сенобитов.
- Wire Twins (рус. Проволочные Близнецы) — Сёстры Мучительных Удовольствий Левиафана (англ. Leviathan's Sisters of Tormented Pleasures). Две прекрасные близняшки, попавшие в тёмный мир Лабиринта. Теперь их вечность тратится в сестринском разделении мучений плоти их жертв. Отличительные особенности: на животе их бескровных, обтянутых чёрным латексом тел отсутствует кожа, подбородки соединены с верхней частью грудей стальными нитями. На безносом лице выделяются чёрные губы, за которыми спрятан не по-человечески длинный чёрный язык. Веки сшиты вместе, а всё тело и голова покрыты выжженными символами. Единственная прядь волос торчит из железной конструкции вбитой в макушку.
- Torso (рус. Туловище) — возможно самый жестоко изменённый человек за всю историю хирургической практики сенобитов, постоянно ищущих новые способы причинения бесконечной боли и страданий. Демонстрируя обликом садистскую натуру своего создателя, Torso бродит по адским коридорам тёмного Лабиринта в поисках своего владельца — Chatterer-а. Отличительные особенности: передвигается на руках, ввиду отсутствия нижней части тела, начиная с области пупка. Белёсый, покрытый, как и Wire Twins, выжженными символами. Голова — фактически зеркальное отражение Chatterer-а. Как и его хозяин, слеп и постоянно щёлкает челюстями, губы широко растянуты во все стороны стальными нитями.
- Faceless Killer (рус. Безликий Убийца) — фактически не сенобит, но представлялся таковым в подсознании Джозефа Торна (англ. Joseph Thorne). Бледное, безликое и молчаливое существо, с длинным чёрным языком, которое Джозеф долгое время считал Инженером, хотя оно являлось, по сути, самим Джозефом; точнее сущностью, объединявшей всё плохое, что было в нём.

### Восставший из ада 6: Поиски ада
- Пинхед (рус. Булавкоголовый, Голова-в-булавках) — Тёмный Принц Боли, Ангел Страданий, Чёрный Священник Ада, Владыка Проклятых Левиафана. Глава сенобитов.
- Stitch (рус. Стёганный) — женщина-сенобит. Дочь французского священника XVIII века, Габриель. Преисполненная жаждой греха и не найдя успокоения на страницах отцовской Библии, она обратилась к тёмному искусству, за что была приговорена к сожжению как ведьма. Её спасение — гравированная коробка — было даровано ей незнакомцем в ночь перед казнью. Отличительные особенности: серая морщинистая плоть, кожа на безволосой голове разрезана, стянута и сшита заново, образуя подобие гротескной маски с щёлками-глазами. Носит пояс из кишок, возможно собственных.
- Surgeon (рус. Хирург) — ловкие руки «Дьякона Врэниэна» (англ. Deacon Vranian) — так говорили об одном из самых искусных хирургов за всю историю человечества. Но одна-единственная ошибка стоила ему всей репутации и здравомыслия и отправила Врениэна на поиски Шкатулки Лемаршана (англ. Lemarchand's Box) и искупления сенобитов. Отличительные особенности: серая кожа, на груди (как и у Пинхэда) образован симметричный коллаж из кусочков плоти, прикреплённых к одеянию, и ран, образовавшихся на местах этой вырезанной плоти, а через пупок продета цепь, соединённая с поясом, на которой висят различные хирургические принадлежности. На лысую голову надет железный обруч с прикреплёнными к нему приспособлениями, одни из которых растягивают губы в вечном оскале, а другие ввинчены в глазницы, ослепив его.
- Bound Cenobite (рус. Связанный ) — женщина-сенобит. При жизни была замужем за убийцей и насильником, которого однажды трансформировали в сенобита, позже уничтоженного. Но Пинхэд вернулся и сделал её новым сенобитом за то, что она закрывала глаза на ужасные преступления своего мужа. Отличительные особенности: плотный сенобит с двумя кожаными ремнями, обмотанными вокруг её глаз и рта. Также вокруг её головы обёрнуты металлические провода, врезающиеся в серую плоть, а на макушке — кольцо из гвоздей, обрамляющее голый скальп.
- Chatterer 3 (рус. Стучащий Зубами 3, Щелкунчик 3, Болтун 3) — про его прошлое почти ничего не известно. Создан по образу и подобию Chatterer-а, любимца Левиафана. Отличительные особенности: из-за ужасных ожогов имеет бесформенное, безухое, безносое и безглазое лицо с крючьями, оттягивающими в стороны губы (но не симметрично, как у Chatterer-а, а беспорядочно во все стороны), из-за чего хорошо видны челюсти; которые, в отличие от оригинала, не щёлкают или делают это очень слабо. Одеяние — почти такое же, как у Пинхэда; только места, где у Пинхэда видна плоть и раны, у Chatterer 3 затянуты чёрной кожей. Позже точно такое же одеяние будет и у Bound Cenobite 2.
- Puzzle Guardian (рус. Страж Головоломки)[4] — в фильме передаёт Шкатулку Тревору (англ. Trevor).

### Восставший из ада 7: Мертвее мёртвого
- Пинхед (рус. Булавкоголовый, Голова-в-булавках) — Тёмный Принц Боли, Ангел Страданий, Чёрный Священник Ада, Владыка Проклятых Левиафана. Глава сенобитов.
- Chatterer 3 (рус. Стучащий Зубами 3, Зубоскал 3, Щелкунчик 3, Болтун 3) — про его прошлое почти ничего не известно. Создан по образу и подобию Chatterer-а, любимца Левиафана.
- Stitch (рус. Стёганный) — женщина-сенобит. Как Chatterer и Female Cenobite, была вознаграждена Левиафаном: стянутая кожа на голове немного разгладилась, освобождая Stitch больше места — для зрения, обоняния и возможности говорить.
- Bound Cenobite 2 (рус. Связанный 2) — мужская версия Bound Cenobite из шестой части. Несмотря на то что его называют Bound 2, хронологически он стал сенобитом прежде Bound 1, являющейся его женой. При жизни Bound Cenobite 2 долгое время был убийцей и садистом, обезумевшим от вожделения к женской плоти. До тех пор, пока он не нашёл Коробку (англ. The Box). Пинхэд принудил Bound 2 присоединиться к нему в его стремлении истребить потомков Лемаршана и принести больше душ в жертву Левиафану. Позже Bound 2 был уничтожен одной из своих жертв, и его жена была превращена в очередного Bound Cenobite. Отличительные особенности: как и Bound 1 — плотный, мощный сенобит с двумя кожаными ремнями, обмотанными вокруг глаз и рта. Вокруг головы обёрнуты металлические провода, врезающиеся в серую плоть. Одеяние — почти такое же, как у Пинхэда; только места, где у Пинхэда видна плоть и раны, у Bound 2 затянуты чёрной кожей.
- Little Sister (рус. Маленькая Сестра / Младшая Сестра) — при жизни она была красива, умна и получала всё, что когда-либо хотела, поэтому она была очень испорчена. Но постоянно ощущая пустоту внутри, она начала поиск, чтобы заполнить её. И нашла Конфигурацию Плача (англ. Lament Configuration). Появляется в фильме всего два раза, на недолгое время. Больше всего напоминает видоизменённую Wire Twin (рус. Проволочный Близнец). Отличительные особенности: бледное, безволосое и безносое лицо с чёрными губами покрыто выжженными символами. Сквозь щёки продета стальная спица, на которую натянуты железные нити, проходящие сквозь закрытые глаза и соединяющиеся на макушке.
- Spike (рус. Шип) — Вырезанный из фильма персонаж. Спайк был холодным, бессердечным садистом, получавшим удовольствие протыкая маленьких девочек. Должен был выглядеть, как огромный сенобит, с головой, насквозь пробитой деревянным приспособлением, заострённым с концов — так, что вместо лица торчит лишь остриё этого предмета, как клюв.

### Восставший из ада 8: Мир ада
- Пинхед (рус. Булавкоголовый, Голова-в-булавках) — Тёмный Принц Боли, Ангел Страданий, Чёрный Священник Ада, Владыка Проклятых Левиафана. Глава сенобитов.
- Chatterer 3 (рус. Стучащий Зубами 3, Зубоскал 3, Щелкунчик 3, Болтун 3) — про его прошлое почти ничего не известно. Создан по образу и подобию Chatterer-а, любимца Левиафана.
- Bound Cenobite 2 (рус. Связанный 2) — мужская версия Bound Cenobite из шестой части. Несмотря на то что его называют Bound 2, хронологически он стал сенобитом прежде Bound 1, являющейся его женой.
- Mike (рус. Майк)[5] — один из приглашённых на вечеринку в Дом Левиафана (англ. Leviathan House), Майк был убит Bound Cenobite 2, который насадил его на крюк для мяса. Позже Майк появляется в виде сенобита с зияющим отверстием в груди и с разрезанной и снова сшитой воедино плотью на лице. В конце фильма показано, что Майк Сенобит был лишь психоделической галлюцинацией.
- Allison (рус. Эллисон)[5] — одна из приглашённых на вечеринку в Дом Левиафана (англ. Leviathan House), Эллисон была умерщвлена на пыточном устройстве. Позже Эллисон появляется в виде женщины-сенобита с демоническим голосом и огромной раной в горле. В конце фильма становится ясно, что Эллисон Сенобит оказалась лишь психоделической галлюцинацией, как и Майк Сенобит.

### Восставший из ада 9: Откровение
- Пинхед[6] (рус. Булавкоголовый, Голова-в-булавках) — Тёмный Принц Боли, Ангел Страданий, Чёрный Священник Ада, Владыка Проклятых Левиафана. Глава сенобитов.
- Chatterer 4 (рус. Стучащий Зубами 4, Зубоскал 4, Щелкунчик 4, Болтун 4) — женщина-сенобит. О её прошлом почти ничего не известно. Создана по образу и подобию Chatterer-а, любимца Левиафана. Отличительная особенность от всех предыдущих Chatterer-ов — на голове есть небольшая прядь длинных чёрных волос, растущая на макушке.
- Stephen (рус. Стивен, Псевдопинхэд) — Псевдосенобит. Был человеком по имени Стивен Крейвен до того, как открыл Конфигурацию Плача (англ. Lament Configuration); после того, как его друг Нико Бредли открыл Конфигурацию Плача (англ. Lament Configuration) в надежде получить удовольствия «круче секса» (по утверждению передавшего ему шкатулку бродяги (англ. Puzzle Guardian)), Нико сбежал от сенобитов и украл кожу Стивена, поэтому последнему ничего не оставалось, кроме как отдать себя в руки сенобитов. Создан по образу Пинхэда (англ. Пинхед), единственное отличие - гвоздями прибиты кусочки кожи на голове.
- Puzzle Guardian (рус. Страж Головоломки, бродяга)[4] — в баре передаёт шкатулку Стивену Крейвену и Нико (англ. Niko) Брэдли.